# Мужчина в ванне
«Мужчина в ванне» (фр. Homme au bain) — французский фильм режиссёра Кристофа Оноре, главные роли в котором исполнили Франсуа Сага и Кьяра Мастроянни. Премьера фильма состоялась в 2010 году на Международном кинофестивале в Локарно (Швейцария).

### Сюжет
Эмманюэль (Франсуа Сага) живёт со своим любовником, режиссёром Омаром, на окраине Парижа и время от времени подрабатывает проституцией. После одной из ссор пара решает некоторое время провести отдельно друг от друга. Омар вместе с подругой уезжает в путешествие в Нью-Йорк, которое снимает ручной камерой, а Эмманюэль пытается залечить своё разбитое сердце с помощью случайных любовных связей.

### В ролях
- Франсуа Сага — Эмманюэль
- Кьяра Мастроянни — актриса
- Омар Бен Селлем — Омар
- Рабах Захи — Рабах
- Кэйт Моран — Кейт
- Лахсен Эль Мазузи — Лахсен
- Андреас Лефламан — Андреас
- Рональд Пивель — Рональд
- Себастьян Д’Азельо — мужчина с усами
- Себастьен Пудеру — жених Кейт
- Дэннис Купер — Робин
- Дастин Сегуро-Суарес
- Марина Абрамович — камео

### Примечание
1. ↑  Фильм на сайте кинофестиваля в Локарно (англ.). Дата обращения: 25 октября 2014. Архивировано 25 октября 2014 года.